# De Rica
De Rica è un marchio italiano di conserve alimentari, prodotte dalla società cooperativa Consorzio Casalasco del Pomodoro con sede a Rivarolo del Re, in provincia di Cremona.

## Storia
Nasce nel 1963 contestualmente alla fondazione a Piacenza della Industria Conserve Alimentari De Rica S.p.A. da parte dell'industriale Luigi Tononi, che nel 1957 aveva rilevato uno stabilimento conserviero di Podenzano, in località San Polo, in provincia di Piacenza. Nello stabilimento che occupava 200.000 m², di cui 80.000 coperti, e che nel corso degli anni sessanta-settanta occupa circa 700 addetti, vi si inscatolavano pomodori, legumi e ortaggi.
De Rica si impone fin da subito come una delle maggiori industrie conserviere italiane e diviene famosa grazie agli investimenti in pubblicità, in particolare con lo spezzone mandato in onda nel 1967 all'interno del celebre contenitore pubblicitario televisivo Carosello, con protagonisti i personaggi animati di Gatto Silvestro e Titti, doppiati rispettivamente da Franco Latini e Loretta Goggi, nel quale veniva pronunciato il celebre slogan "Oh no! Su De Rica non si può!".
Al 1972 l'azienda emiliana conta altri insediamenti produttivi, ed a quello di San Polo, si affiancano pure quelli di Larzano (Rivergaro), Monticelli d'Ongina, Valconasso (Pontenure) e Vigolzone nel Piacentino, e quello di Annicco, nel Cremonese, ed impiega complessivamente più di 1200 addetti; in quello stesso anno avviene il passaggio di proprietà all'Alimont, divenuta successivamente Alivar.
Nel 1986, la SME proprietaria di Alivar, decide di riordinare tutte le attività del settore alimentare, ed il marchio De Rica confluisce assieme a quelli Bertolli e Cirio in una nuova società denominata Cirio, Bertolli, De Rica-Società Generale delle Conserve Alimentari S.p.A. Nel 1993 a seguito delle dismissioni operate dall'IRI, che controlla la SME, la divisione conserve della Cirio–Bertolli-De Rica e i relativi marchi Cirio e De Rica, e con essi gli stabilimenti, vengono ceduti dapprima alla Fisvi di Saverio Carlo Lamirandola, e successivamente alla Sagrit, società costituita dalla stessa Fisvi S.p.A. e dal gruppo Cragnotti & Partners Capital Investment NV controllato dall'imprenditore romano Sergio Cragnotti, con quest'ultimo che nell'estate del 1994 diviene unico proprietario.
De Rica segue le sorti della Cirio e delle altre società facenti capo a Cragnotti, che nel 2002 va incontro al crac economico-finanziario. Successivamente la proprietà del marchio passa ad altre aziende del settore conserviero, alla Conserve Italia, poi alla Generale Conserve di Genova (2013), ed infine al Consorzio Casalasco del Pomodoro (2017).

## Generalità e dati
De Rica, assieme a Pomì, è il principale marchio della società cooperativa Consorzio Casalasco del Pomodoro. In passato era nota soprattutto per i pomodori pelati, mentre oggi vengono prodotti e commercializzati con il marchio De Rica, passate, polpe e sughi di pomodoro.
Il Consorzio Casalasco del Pomodoro conta 370 aziende agricole associate che coltivano 7.000 ha di terreno dislocati nella Pianura Padana tra le province di Cremona (dove ha sede a Rivarolo del Re), Parma, Piacenza e Mantova. Annualmente vengono raccolte 550.000 t di pomodoro fresco poi trasformato nei 3 stabilimenti di sua proprietà in prodotti esportati in 60 paesi nel mondo.

## Sponsorizzazioni

De Rica sponsor del Piacenza nella stagione 1984-1985

Nel mondo del calcio il marchio De Rica è stato presente negli anni ottanta come sponsor ufficiale del Piacenza, negli anni novanta come main sponsor sulle maglie di alcune squadre giovanili della Lazio, società calcistica che all'epoca, come la De Rica, era di proprietà di Sergio Cragnotti.